# Alexander (Iowa)
Alexander – miasto w Stanach Zjednoczonych, w stanie Iowa, w hrabstwie Franklin.

## Demografia
W 2000 liczyło 165 mieszkańców. W 2023 liczba mieszkańców nieznacznie spadła do 163 osób, a gęstość zaludnienia poniżej 14,7 osoby/km².